# پیز وارونا
پیز وارونا (به لاتین: Piz Varuna) یک کوه در سوئیس است که در کانتون گراوبوندن واقع شده‌است. پیز وارونا ۳٬۴۵۳ متر بالاتر از سطح دریا واقع شده‌است.